# 비즈

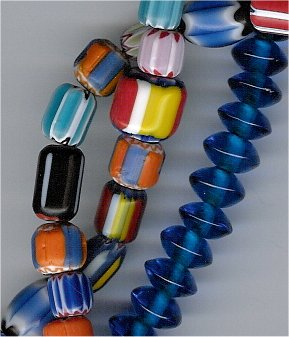
꿰어진 비즈

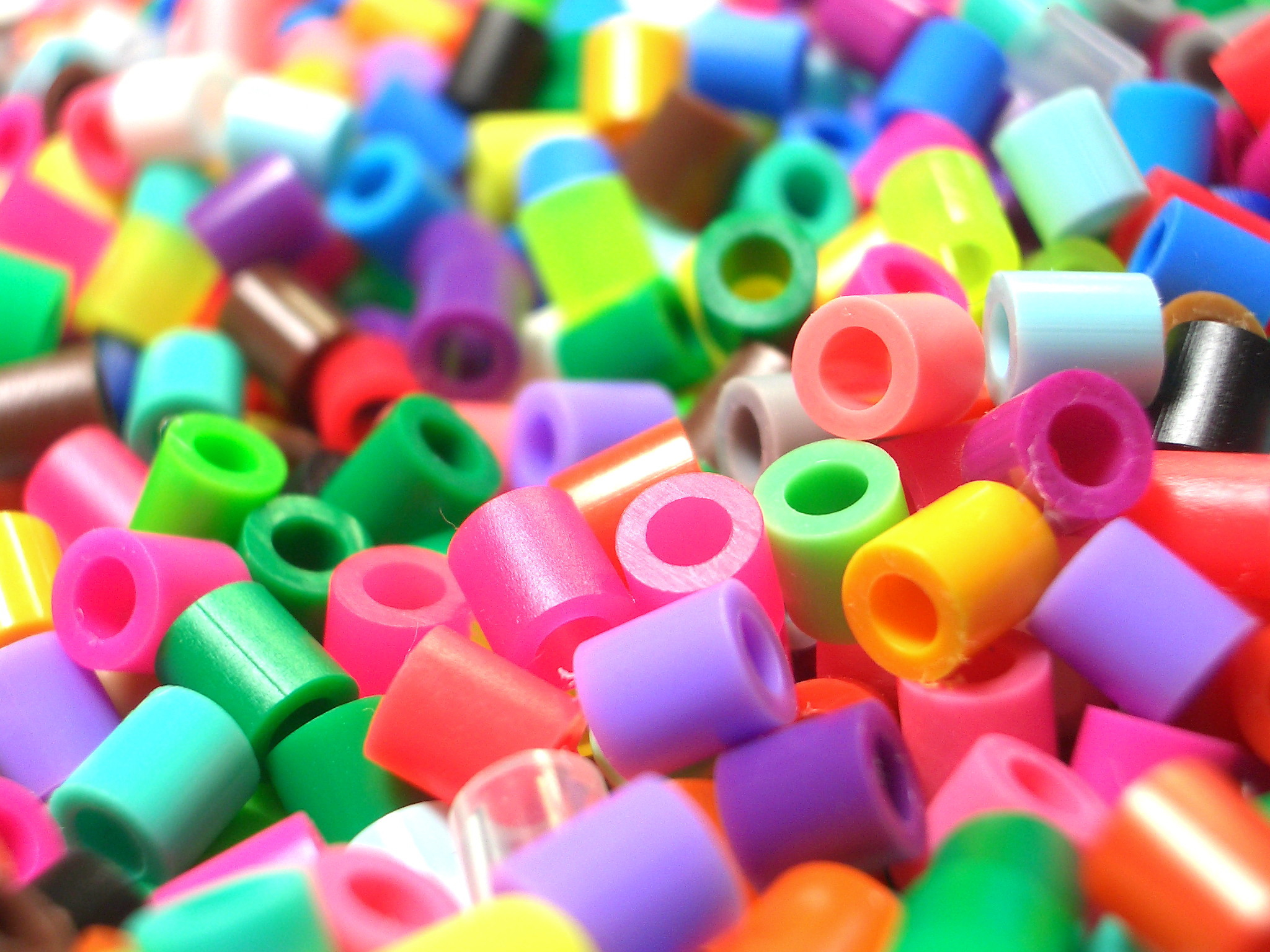
플라스틱 비즈

비즈(beads)란 장신구나 실내 장식 등에 쓰이는 구멍이 뚫린 작은 구슬이나 이와 비슷한 크기의 물체이다. 형태는 구 또는 원통 모양인 것이 많지만 그밖에도 꽃이나 별 모양을 한 비즈도 있다. 재료로는 유리, 플라스틱, 돌, 보석, 조개, 진주, 뼈 등이 쓰이고 있다. 장식품이나 수공예품, 장난감으로 팔리고 있으며, 옷이나 가방 등에 꿰어 붙이는 장식이나 입체적인 액세서리를 만들 수 있다. 비즈를 이용해 장신구나 실내 장식 등을 만드는 공예를 비즈 공예(beadswork)라 한다.

## 같이 보기
- 구슬